# Dambordpatroon

Zwart-wit dambordpatroon

Een dambordpatroon of schaakbordpatroon is een geruit patroon dat bestaat uit elkaar kruisende horizontale en verticale lijnen die vierkanten vormen. Het patroon heeft meestal twee kleuren, waarbij elk vierkant aan alle vier de zijden omgeven wordt door een vierkant van de andere kleur.

## Afbeeldingen

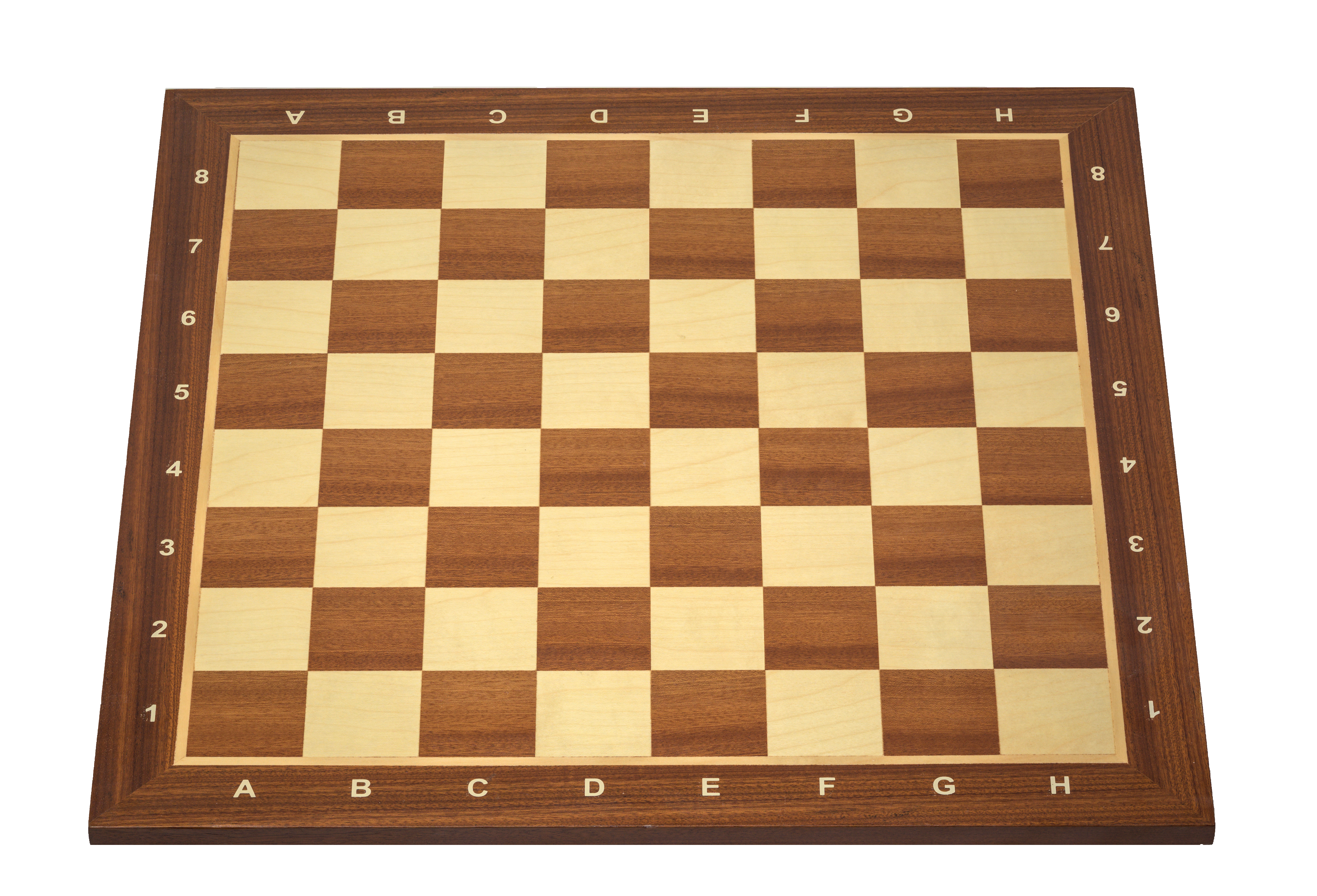
Schaakbord
Wapen van Kroatië
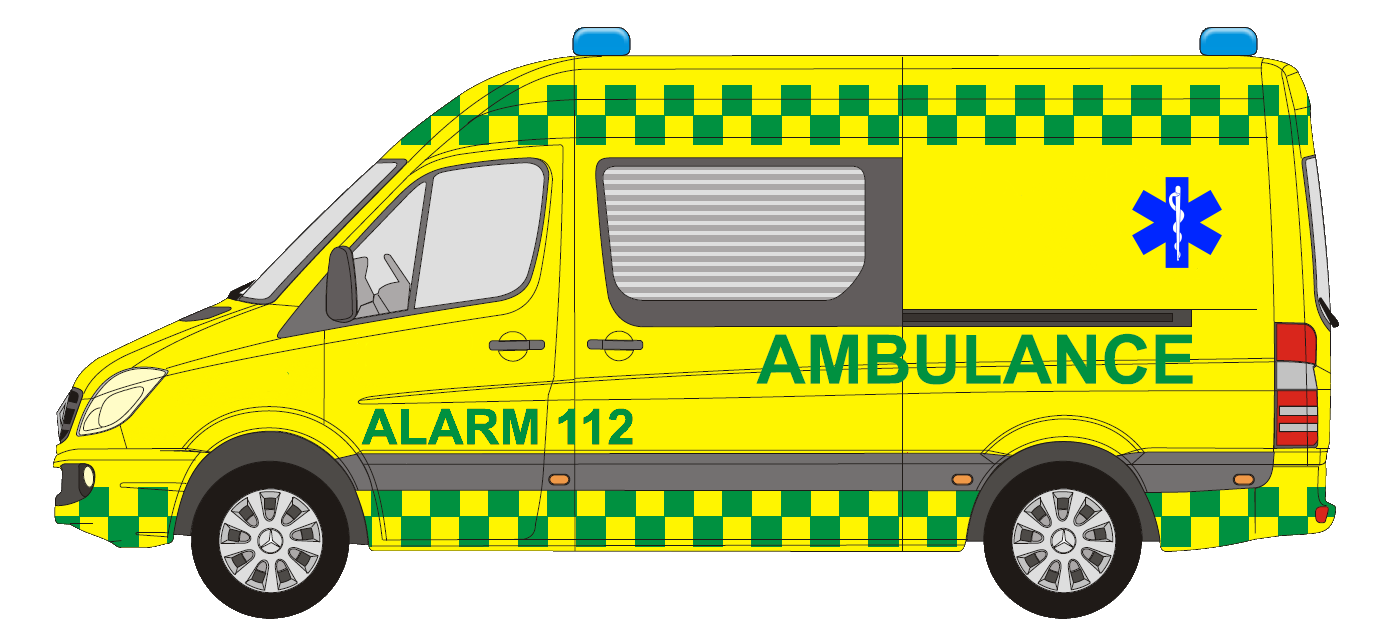
Ambulance met Battenburgpatroon